# Pittsburg (Kansas)
Pittsburg és una població dels Estats Units a l'estat de Kansas. Segons el cens del 2000 tenia 19.243 habitants.

## Demografia
Segons el cens del 2000, Pittsburg tenia 19.243 habitants, 7.980 habitatges, i 4.213 famílies. La densitat de població era de 596,8 habitants/km².
Dels 7.980 habitatges en un 25,1% hi vivien nens de menys de 18 anys, en un 38% hi vivien parelles casades, en un 11,2% dones solteres, i en un 47,2% no eren unitats familiars. En el 34,5% dels habitatges hi vivien persones soles el 12,7% de les quals corresponia a persones de 65 anys o més que vivien soles. El nombre mitjà de persones vivint en cada habitatge era de 2,23 i el nombre mitjà de persones que vivien en cada família era de 2,91.
Per edats la població es repartia de la següent manera: un 20,8% tenia menys de 18 anys, un 24,1% entre 18 i 24, un 24,1% entre 25 i 44, un 16,8% de 45 a 60 i un 14,1% 65 anys o més.
L'edat mediana era de 28 anys. Per cada 100 dones de 18 o més anys hi havia 92 homes.
La renda mediana per habitatge era de 24.221 $ i la renda mediana per família de 36.674 $. Els homes tenien una renda mediana de 26.312 $ mentre que les dones 20.132 $. La renda per capita de la població era de 15.318 $. Entorn del 13,6% de les famílies i el 22,5% de la població estaven per davall del llindar de pobresa.

## Poblacions més properes
El següent diagrama mostra les poblacions més properes.